# Oude maan
Oude maan is het zevende album van de Belgische zanger Jan De Wilde uit 2000.

## Tracklist
1. Favoriete beest
2. Vrijgezel
3. Moordenaar
4. Vroeger nooit bleker
5. Wakker naast jou
6. Kat en ik
7. Sorry vlo
8. Slaapliedje (2000 versie)
9. Mannen met baarden
10. Wij houden stand
11. Pauvre Ruteboeuf

## Meewerkende muzikanten
- Muzikanten:
  - Jan De Wilde (gitaar, valiha, zang)
  - Bart Coppé (bugel, trompet)
  - Bart Quartier (marimba)
  - Eddy Peremans (akoestische gitaar, biwa)
  - Frank Vander linden (zang)
  - Geert Maesschalck (basgitaar)
  - Jan Hautekiet (elektrische piano, piano, synthesizer)
  - Jan Hulsens (contrabas)
  - Jo Bogaert (akoestische gitaar, drums, elektrische gitaar, percussie)
  - Jo Soetaert (drums, percussie)
  - Johan Van Neste (hoorn)
  - Julien Deprez (tuba)
  - Koen De Cauter (gitaar)
  - Liesbeth De Lombaert (altviool, viool)
  - Luc De Vos (elektrische gitaar)
  - Michael Schack (drums)
  - Paul Van Loey (blokfluit)
  - Pol De Poorter (akoestische gitaar, elektrische gitaar, mandoline, ukelele)
  - Raymond van het Groenewoud (zang)
  - Wim Claeys (accordeon)
  - Wim De Pauw (trombone)